# Liberation Transmission
Liberation Transmission è il terzo album del gruppo musicale gallese Lostprophets, pubblicato il 26 e 27 giugno 2006 rispettivamente nel Regno Unito e negli Stati Uniti d'America.
La frase in latino sulla copertina dell'album, Nobis, Pro Lemma, Vobis vuol dire For Us, For Them, For you, frase che viene detta nel ritornello di Burn, Burn, canzone tratta da Start Something. Da questo album sono stati tratti i singoli Rooftops (A Liberation Broadcast), A Town Called Hypocrisy, Can't Catch Tomorrow (Good Shoes Won't Save You This Time) e 4:AM Forever.

## Tracce
1. Everyday Combat – 5:11
2. A Town Called Hypocrisy – 3:39
3. The New Transmission – 3:32
4. Rooftops (A Liberation Broadcast) – 4:11
5. Can't Stop, Gotta Date With Hate – 3:42
6. Can't Catch Tomorrow (Good Shoes Won't Save You This Time) – 3:36
7. Everybody's Screaming!!! – 3:52
8. Broken Hearts, Torn Up Letters and the Story of a Lonely Girl – 4:04
9. 4:AM Forever – 4:27
10. For All These Times Son, for All These Times – 3:54
11. Heaven for the Weather, Hell for the Company – 4:13
12. Always All Ways (Apologies, Glances and Messed Up Chances) – 4:25

## Formazione

### Gruppo
- Ian Watkins - voce
- Lee Gaze - chitarra
- Mike Lewis - chitarra
- Stuart Richardson - basso
- Jamie Oliver - tastiere, sintetizzatore, Disc jockey

### Altri musicisti
- Josh Freese - batteria (tracce 1–6, 8, 9, 11, 12)
- Ilan Rubin - batteria (tracce 7 e 10)
- Sean Smith (accreditato come Sean Blackout) - voce addizionale su Everyday Combat